# Acerodon
Acerodon is een geslacht van vleermuizen uit de familie der vleerhonden dat voorkomt in de Filipijnen en op de Talaud-eilanden, Celebes en de Kleine Soenda-eilanden. 

## Kenmerken
Dit geslacht is zeer nauw verwant aan Pteropus; mogelijk moeten de soorten van Acerodon ook tot Pteropus worden gerekend. De enige verschillen zijn dat de vierde valse kies aan de bovenkaak (P4) en de eerste bovenkies (M1) een duidelijk anterolinguale knobbel hebben en dat de vierde valse kies in de onderkaak (p4) en de eerste en tweede onderkies (m1) en (m2) een duidelijke richel bevatten. Het eerste kenmerk is echter nauwelijks zichtbaar bij A. celebensis en A. mackloti, terwijl deze knobbel bij P. vetulus duidelijk voorkomt. Sommige soorten, zoals Desmalopex leucopterus, zijn wel beschouwd als tussenvormen tussen Pteropus en Acerodon. Tot dit geslacht behoren enkele van de grootste vleermuizen ter wereld.

## Soorten
Er zijn vijf soorten:
- Acerodon celebensis (Sulawesi)
- Acerodon humilis (Talaud-eilanden)
- Acerodon jubatus (Filipijnen) – Filipijnse vliegende hond
- Acerodon leucotis (Palawan en omgeving)
- Acerodon mackloti (Kleine Soenda-eilanden)

Acerodon · Aethalops · Alionycteris · Aproteles · Balionycteris · Casinycteris · Chironax · Cynopterus · Desmalopex · Dobsonia · Dyacopterus · Eidolon · Eonycteris · Epomophorus · Epomops · Haplonycteris · Harpyionycteris · Hypsignathus · Latidens · Lissonycteris · Macroglossus · Megaloglossus · Melonycteris · Micropteropus · Mirimiri · Myonycteris · Nanonycteris · Neopteryx · Notopteris · Nyctimene · Otopteropus · Paranyctimene · Penthetor · Plerotes · Ptenochirus · Pteralopex · Pteropus · Rousettus · Scotonycteris · Sphaerias · Styloctenium · Syconycteris · Thoopterus